# Automotrice FCE ALn 52.10
L'automotrice FCE ALn 52.10 era un rotabile automotore diesel, costruito dalle Officine Raffaele Ranieri di Roma per la Ferrovia Rimini-Novafeltria, acquisito poi dalla Ferrovia Circumetnea.

## Storia
L'automotrice fu commissionata alle Officine Ranieri di Roma, dalla Gestione commissariale governativa, per l'esercizio della Ferrovia Rimini-Novafeltria, e fu consegnata nel 1955 per il miglioramento dell'esercizio viaggiatori, nell'ambito dei tentativi di riduzione delle spese di esercizio e di ammodernamento, successivamente alla consegna di un lotto di tre automotrici a due assi unidirezionali, immatricolate "ALn 35".
In seguito alla chiusura della linea, furono vendute alla Ferrovia Circumetnea, la quale aveva urgente necessità di far fronte alle accresciute esigenze dell'utenza. L'automotrice, in origine immatricolata come ALn 52.10, mantenne tale nomenclatura anche dopo l'acquisizione da parte della Ferrovia Circumetnea.
Dopo esser stata utilizzata in servizio regolare (assieme alle automotrici ALn 541 e ALn 542), in seguito al rinnovamento del parco rotabili FCE, l'automotrice fu convertita in rotabile di servizio, attrezzato ad officina mobile, allo scopo di prestare soccorso alle automotrici che avevano un qualche tipo di avaria, e/o sviavano mentre espletavano servizio viaggiatori.

## Caratteristiche
L'automotrice aveva come motorizzazione diesel due motori di recupero Detroit Diesel, modello GM 6/71, provenienti da carri armati Sherman in disarmo, e trasmissione meccanica su un solo carrello.
La cassa poggiava su due carrelli, di cui uno motorizzato, e l'altro portante.
La velocità massima era di 65 km/h.
L'ambiente viaggiatori era a comparto unico, con 52 posti a sedere.

## L'ultimo viaggio prima della demolizione

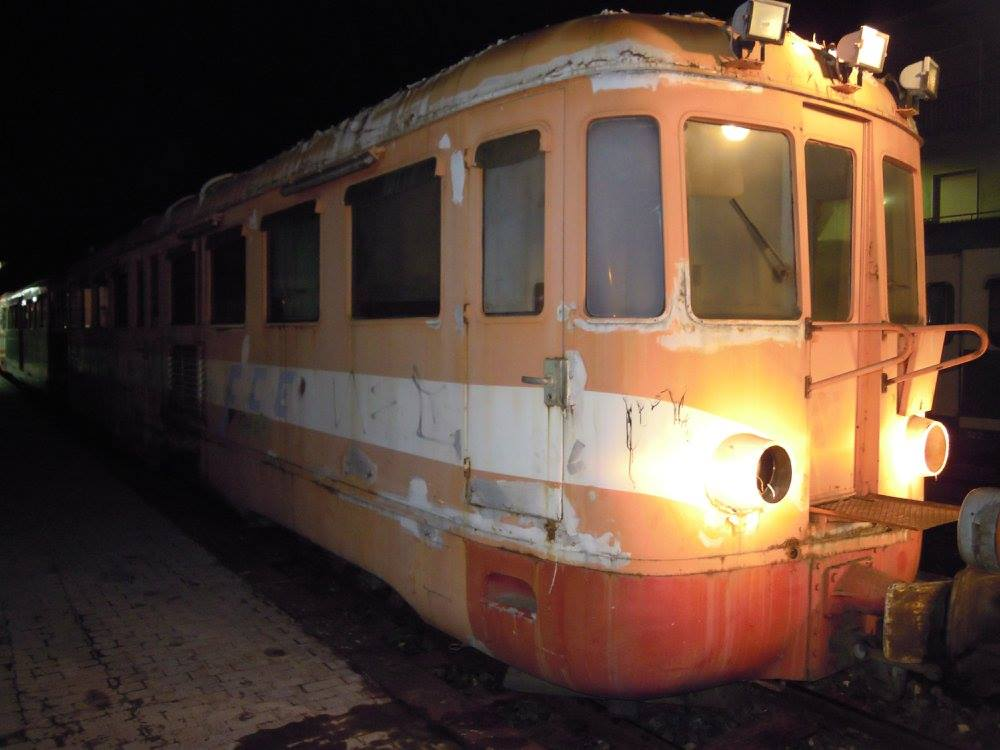
L'ALn 52.10 in breve sosta alla stazione di Randazzo, prima di procedere il viaggio alla volta della stazione di Riposto, per la demolizione, 21 gennaio 2015.

Dopo più di quindici anni di accantonamento presso il deposito locomotive di Catania Borgo, il 21 gennaio 2015, fu allestito un convoglio speciale, composto dall'ADe 14 e l'ADe 12 (appartenenti alla serie delle automotrici ADe 11-20), la rimorchiata n. 552 (la quale fu portata alla stazione di Riposto per essere girata), l'ALn 52.10, e in coda la RALn 6404 (appartenente alla serie delle automotrici RALn 6401-06), la quale era in spinta (furono necessarie tre automotrici, poiché l'ALn 52.10 non era funzionante, per cui fu trainata e spinta in folle), e alle ore 21:45 circa, dopo l'arrivo dell'ultimo treno ordinario alla stazione di Catania Borgo, da quest'ultima partì il convoglio speciale. L'automotrice "Ranieri", fu trasferita alla stazione di Riposto, ove ditte specializzate eseguirono la demolizione.